# محمود لطفي
محمود لطفي (بالفارسية: محمود لطفی) هو لاعب كرة قدم إيراني في مركز الهجوم، ولد في 9 يناير 1984 في إيران. لعب مع Shahrvand Sari FSC ‏.

## وصلات خارجية
- محمود لطفي على موقع الاتحاد الدولي (مؤرشف)  (الإنجليزية)